# Hygophum benoiti
Il pesce lampadina (Hygophum benoiti) è un pesce abissale della famiglia Myctophidae.

## Etimologia
Il nome proprio della specie è in onore dell'ornitologo italiano Luigi Benoit (1804-1890) che si interessò anche di biologia marina in collaborazione col malacologo italiano Andrea Aradas (1810-1882).

## Distribuzione e habitat
Si incontra nel mar Mediterraneo e nell'Oceano Atlantico. Nei mari italiani è molto più comune del congenere pesce lampada e si incontra in tutti i bacini, compreso il mar Adriatico.

Ha uno stile di vita pelagico e si trova tanto in acque superficiali (fino a 25 m) che a 1000 metri di profondità. In Adriatico è stato rinvenuto fino a 780 metri.

## Descrizione
Come tutti i pesci lanterna si può riconoscere dalle specie affini solo attraverso l'esame dei fotofori, per la legenda dei fotofori vedere lo schema alla voce Myctophidae.
In questa specie POL sono due, così come i Prc, di questi ultimi il secondo è più in basso. Il PLO è situato in posizione superiore rispetto alla base della pinna pettorale. Gli AO sono suddivisi in due serie in linea. La pinna anale è più lunga della pinna dorsale. Il VLO è posto molto più in basso rispetto alla linea laterale (nell'affine Hygophum hygomii questo fotoforo è posto appena sotto questa linea).

Il colore argentato brillante dell'animale vivo si osserva di rado, di solito ha un colore brunastro dovuto alla perdita delle squame.

Raggiunge gli 8 cm di lunghezza.

## Riproduzione
Avviene durante tutto l'anno ma con più frequenza durante i mesi caldi; i giovanili hanno la metà inferiore della pinna caudale di colore scuro.

## Biologia
Lungo le rive dello stretto di Messina si incontrano spesso molti esemplari spiaggiati di questa specie.

## Pesca
Si cattura talvolta con le reti a strascico ma non ha nessun valore commerciale; le carni, tuttavia sono commestibili e di buon sapore.